# ألكسندر سيريدا
ألكسندر سيريدا (5 سبتمبر 1983 - ) هو لاعب كرة قدم روسي في مركز الدفاع. لعب مع سخالين يوجنو ساخالينسك ‏.

## وصلات خارجية
- ألكسندر سيريدا على موقع Soccerway.com (الإنجليزية)